# حماسه لارتن کرپسلی
حماسهٔ لارتن کرپسلی (به انگلیسی: The Saga of Larten Crepsley) مجموعه داستانی ۴ جلدی اثر دارن شان است که پیش درآمدی برای مجموعۀ حماسه دارن شان است. این داستان دویست سال اول زندگی لارتن کرپسلی را روایت می کند که منجر به وقایع کتاب سیرک عجایب می‌شود. این مجموعه اطلاعات بیشتری در مورد جامعه شبح ها و پیش‌زمینه چندین شخصیت اصلی در حماسهٔ دارن شان را به تصویر می‌کشد. ۱۲ کتاب  در این مجموعه وجود دارد که عبارتند از: تولد یک قاتل، اقیانوس خون، قصر نفرین‌شدگان و برادر تا پای مرگ.

## کتاب‌ها
1. تولد یک قاتل - سپتامبر ۲۰۱۰
2. اقیانوس خون - آوریل ۲۰۱۱
3. قصر نفرین‌شدگان - اکتبر ۲۰۱۱
4. برادر تا پای مرگ - می ۲۰۱۲

## خلاصۀ داستان
لارتن کرپسلی، پسری ۹ ساله است که همراه با پدر، مادر، تعداد زیادی خواهر و برادر و پسر عموی خود وور هورستون زندگی می کند. او در خانواده ای فقیر زندگی می کند و مجبور است برای درآوردن خرج خانواده، همراه با پسر عمویش برای سرکارگر ظالمی به اسم تراز، کار کند. وور، تنها شخص واقعاً نزدیک به لارتن است و آنها برعکس خواهر و برادرهای دیگر، باهم مهربان اند. یک روز آن‌ها مثل همیشه به سر کار می‌روند، اما اتفاقات آن روز مثل هر روز پیش نمی‌رود؛ درآن روز، تراز که بسیار عصبانی است، به وور حمله می کند و او را خفه می کند. افراد زیادی به دست تراز کشته شده بودند، اما لارتن نمی‌توانست به تراز اجازه دهد تا به کارش ادامه دهد، پس اختیار خود را از دست می‌دهد و تراز را می‌کشد، اما به سرعت و قبل از اینکه گیر بیفتد، برای همیشه از آنجا فرار می‌کند. در راه فرار، او به شخصی به نام سبا نایل برخورد می‌کند؛ سبا نایل به او پناه می‌دهد و لارتن هم شروع به تعریف کردن اتفاقاتی می‌کند که برایش افتاده است. سبا به حرف‌های او گوش می‌دهد و به او می‌گوید که می‌تواند در بین خون‌آشام‌ها زندگی کند و بیاموزد که چگونه جلوی بروز نیمهٔ شرور خود را بگیرد. لارتن با سبا همراه می‌شود و زندگی خون‌آشام‌ها را در آغوش می‌گیرد، اما او تنها نمی‌ماند و با فردی به نام وستر فلک آشنا می‌شود. وستر تمام خانواده خود را بخاطر یک خون‌خوار از دست داده و برای همین همراه با لارتن به قبیلهٔ خون‌آشام‌ها می‌پیوندد تا انتقام خود را از خون‌خواران بنفش‌پوست بگیرد... البته که این را هم باید گفت که این داستان بر اساس واقعیت بوده است و شبح ها وجود دارند.